# Can Russus
Can Russus és un edifici construït per a ser una escola, que després va passar a ser una sala de festes i a principis del segle XXI és un habitatge de Riudarenes (Selva). L'edifici és una obra inclosa a l'Inventari del Patrimoni Arquitectònic de Catalunya.

## Descripció
Es tracta d'un edifici de construcció nova, format per una planta rectangular, amb un pis superior i unes golfes. La teulada és a dues vessants amb teula àrab i cornisa típica catalana. A la planta baixa hi ha cinc finestres, la majoria protegides per reixes de ferro i només una d'elles amb brancals, ampit i llinda de pedra, possiblement reaprofitada de l'antiga masia. La porta d'entrada és també amb llinda de pedra. Al pis superior hi ha un petit balcó a l'esquerra, amb barana de ferro i la resta de les obertures són finestres senzilles. Destaca el gran finestral amb arcada de les golfes, formant un arc de punt rodó amb sortida i balcó de barana de ferro. La part posterior de la casa és sense obertures, amb la paret arrebossada, i hi ha un gran espai descampat.

## Història
Aquest edifici era una antiga masia. Hi havia hagut la botiga de queviures del poble així com la barbaria de l'Esparra. Cap a 1982 la va comprar l'aqruitecte Manuel Nuñez que la va reconstruir totalment però mantenint l'estructura original.